# Paul Kagame
Paul Kagame   (Ruhango, 23 d'octubre de 1957) és el sisè i actual president de Ruanda. Al capdavant del Front Patriòtic Ruandès (RPF), va obtenir una victòria militar sobre el govern el juliol de 1994 que va posar fi al Genocidi de Ruanda. Kagame defensa la idea que l'ajut extern ha de fer que els receptors confiïn en ells mateixos.
Tanmateix, Kagame ha estat criticat pel seu autoritarisme. També se l'ha acusat de crims de guerra durant la invasió ruandesa de la República Democràtica del Congo el 1996, i d'haver armat els rebels congolesos del Congrés Nacional per la Defensa del Poble (CNDP) fins al 2009 i els rebels de l'M23 durant el 2012.
Kagame patrocina des del 2002 la Copa de Clubs de la CECAFA de futbol, i per això també se la coneix amb el seu nom.